# Царевское сельское поселение (Волгоградская область)
Царе́вское се́льское поселе́ние — муниципальное образование в составе Ленинского района Волгоградской области.
Административный центр — село Царев.

## История
Царевское сельское поселение образовано 14 февраля 2005 года из Царевского сельсовета.

## Население
| 2010  | 2012  | 2013  | 2014  | 2015  | 2016  | 2017  |
| ----- | ----- | ----- | ----- | ----- | ----- | ----- |
| 2018  | ↗2033 | ↘2028 | ↗2057 | ↗2062 | ↘2022 | ↘2014 |
| 2018  | 2019  | 2020  | 2021  |       |       |       |
| ↘1990 | ↘1943 | ↘1864 | ↗1872 |       |       |       |

## Состав сельского поселения
| № | Населённый пункт | Тип населённого пункта       | Население | Примечание |
| - | ---------------- | ---------------------------- | --------- | ---------- |
| 1 | Царев            | село, административный центр | ↘1521     | русские    |
| 2 | Коновалов        | хутор                        | 7         |            |
| 3 | Новостройка      | посёлок                      | 12        | чеченцы    |
| 4 | Сарай            | посёлок                      | 89        | татары     |
| 5 | Солодовка        | село                         | 389       | русские    |